# Абдулхаджиев, Асламбек Сайпиевич
Асламбе́к Сайпи́евич Абдулхаджи́ев (12 апреля 1962, село Герменчук, Шалинский район, Чечено-Ингушская АССР — 26 августа 2002, Шали) — чеченский террорист, военачальник, бригадный генерал Вооружённых сил Чеченской Республики Ичкерия. Один из инициаторов и руководителей Басаевского рейда в Будённовск. Входил в первую десятку лидеров чеченского сопротивления. Участвовал в грузино-абхазской войне, а также в обеих российско-чеченских войнах.

## Биография
Родился в селении Герменчук Шалинского района ЧИАССР, в семье участника Великой Отечественной войны Сайпи Абдулхаджиева. Выходец из тайпа Ширдий.
Окончил среднюю школу, служил в советской армии, после армии — разнорабочий (ездил на «заработки» в Казахстан).
Носил звание бригадного генерала Вооружённых сил Чеченской Республики Ичкерия.
В 1991 году участвовал в Чеченской революции, в 1992-м участвовал в вооружённом конфликте в Абхазии в составе сил Конфедерации горских народов Кавказа.
С ноября 1994 года комендант Шалинского и Веденского районов, назначен Дудаевым, в ходе вооружённого конфликта полевой командир Вооружённых Сил ЧРИ, представитель Шамиля Басаева.
В 1995 году участвовал в террористическом акте в Будённовске.
По некоторым данным, принимал участие и в радуевском рейде на Кизляр.
В августе 1996 года Асламбек Абдулхаджиев командовал отрядом, штурмовавшим Грозный, и после перехода чеченской столицы под контроль боевиков был назначен комендантом города. После избрался в депутаты парламента Ичкерии и даже хотел стать его спикером. Однако это место занял другой шалинец — Руслан Алихаджиев, которого поддержал Аслан Масхадов. В депутатах пробыл один год.
С апреля 1997 года генеральный директор концерна «Чеченконтракт».
В 1999—2000 годах отряд под его командованием численностью 60-80 человек дислоцировался в Урус-Мартановском и на западе Шалинского района. Был членом террористической организации Высший военный маджлисуль шура объединённых сил моджахедов Кавказа. В 1999—2000 годах принимал участие со своим отрядом в битве за Грозный.

### Смерть
В августе 2002 года жители Шали сообщили в УВД Чечни, что в ближайшее время в посёлке соберутся на сходку лидеры бандформирований. Под наблюдение были немедленно взяты все дома, хозяева которых контактировали с боевиками. В ночь на 26 августа в дом номер 7 на улице Заречной на окраине Шали пришли несколько человек, одетых в камуфляжи. Рисковать ночью милиционеры не стали, отложив операцию до утра. Часть ваххабитов ночью ушла. На рассвете армейские спецназовцы и сотрудники УВД Чечни окружили дом на Заречной. Из близлежащих домов тихо вывели людей. Один из милиционеров через мегафон по-русски и по-чеченски предложил выйти из дома и сдать оружие. В ответ Абдулхаджиев открыл огонь из пистолета Стечкина. Последовала перестрелка, и вскоре выстрелы в доме стихли. Выждав пару минут, спецназовцы ворвались во двор и заняли позиции у дверей и окон. Готовясь к штурму, бросили в окна дымовые шашки. Когда спецназовцы высаживали дверь и лезли в окна, Абдулхаджиев бросил в них гранату. Однако, ударившись о створку окна, граната отскочила назад и взорвалась у него под ногами. Как оказалось, пистолет, из которого он отстреливался, после нескольких выстрелов заклинило. За поясом у убитого был ещё один пистолет, которым он почему-то не воспользовался. Хозяина дома, где проходила сходка, задержали.